# Domkerk van Porvoo
De Domkerk van Porvoo (Fins: Porvoon tuomiokirkko; Zweeds: Borgå domkyrka) is de zetelkerk van het Zweedstalige Bisdom Borgå van de Evangelisch-Lutherse Kerk van Finland. Ook de Finstalige lutherse parochie van Porvoo, die onderdeel vormt van het bisdom Helsinki, maakt voor de eredienst gebruik van de domkerk.

## Geschiedenis

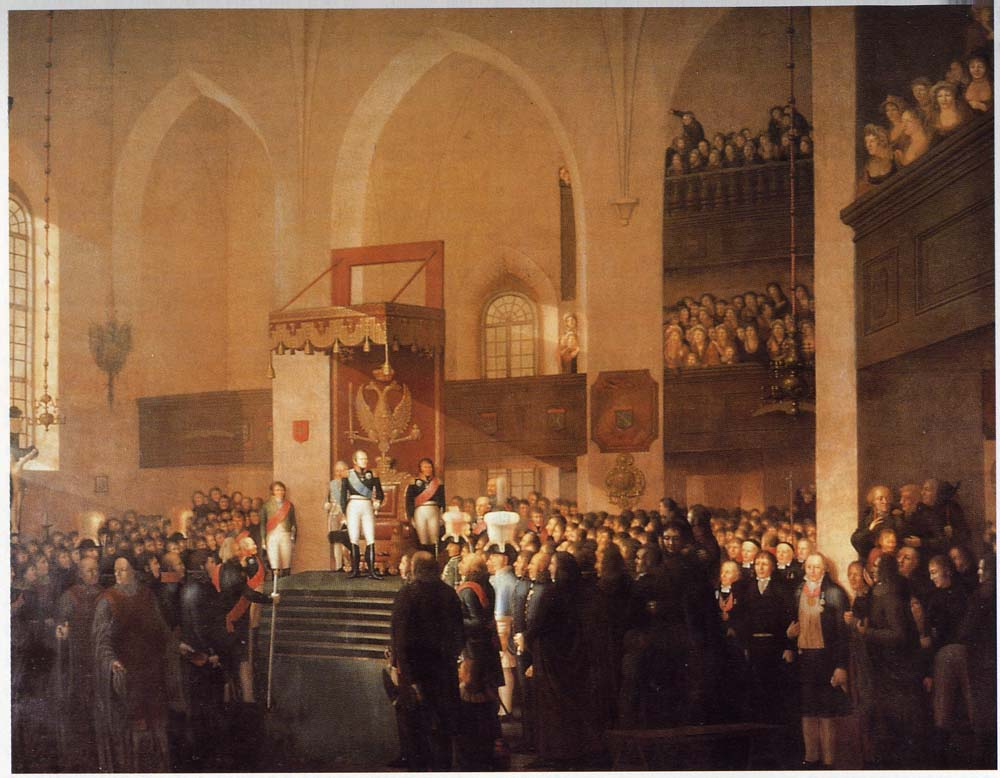
De opening van de Landdag van Finland door de tsaar van Rusland

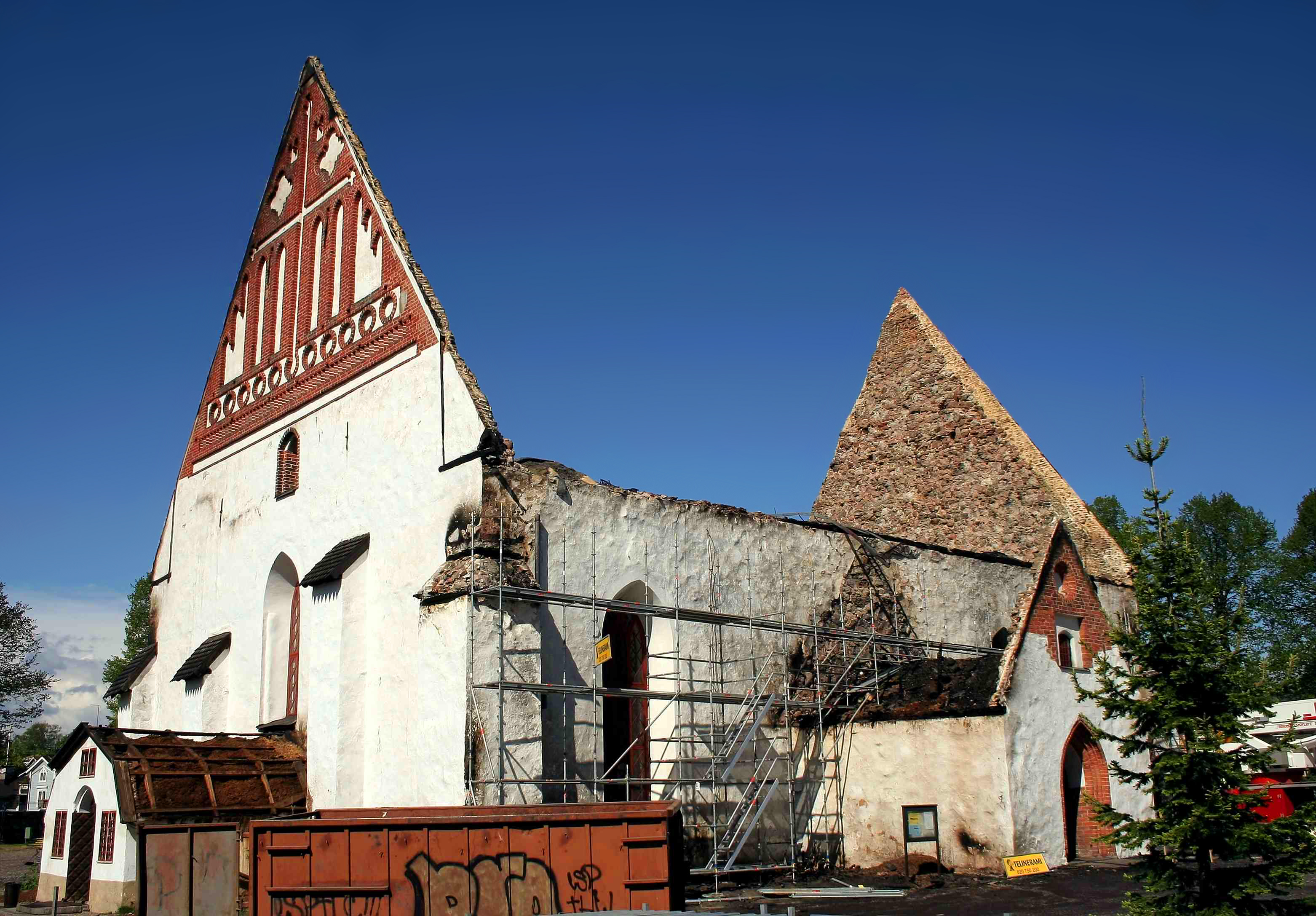
De uitgebrande kerk na de aanslag

De domkerk werd hoofdzakelijk in de loop van de 15e eeuw gebouwd, echter de oudste delen dateren uit de 13e eeuw. Het is een van de meest populaire kerken in het land voor het sluiten van huwelijken.
Het kerkgebouw werd herhaaldelijk verwoest en in brand gestoken; in 1508 door Deense piraten en in 1571, 1590 en 1708 door Russische troepen.
In de domkerk opende tsaar Alexander I in 1809 de eerste wetgevende vergadering van Finland, nadat het land door de Russen was veroverd en het tot 1906 als Groothertogdom Finland een personele unie vormde met Keizerrijk Rusland.
Tijdens de Vervolgoorlog in 1941 viel een bom door het dak en beschadigde delen van de kerk.
De domkerk werd in de jaren 1977-1978 onder leiding van Nils Erik Wickbergin en Heikki Netting gerestaureerd, waarbij het zwaartepunt lag op de kansel en de verplaatsing van het altaar.

## Brandstichting van 2006
Op 29 mei 2006 liep het kerkgebouw zware beschadigingen op door brandstichting. Het dak van de kerk ging in vlammen op, maar de gewelven en het interieur bleven gespaard. Op 15 mei 2007 werd een jongeman van 18 jaar schuldig bevonden aan de aanslag en veroordeeld tot zes en een half jaar gevangenisstraf. De kathedraal werd gerestaureerd en op 30 november 2008 heropend, op de eerste adventsdag.

## Interieur
Het crucifix boven het altaar is een werk uit het begin van de 18e eeuw. In de doopkapel rechts van het altaar bevindt zich het oorspronkelijke altaarschilderij, dat in 1846 door Joseph Desarnodis werd geschilderd en verwijst naar Da Vinci's Het Laatste Avondmaal.
De preekstoel werd in 1764 gebouwd door lokale ambachtslieden. Net als de in 1760 ingebouwde galerijen werd de kansel in de kleuren grijsgroen en goud geschilderd. Bij de restauratie van de kerk in de jaren 1970 werden deze kleuren hersteld, nadat zowel de kansel als de galerijen lange tijd de kleuren wit en goud droegen.
Uit circa 1760 dateren de beelden van de apostelen en de evangelisten aan de pijlers, beschilderd door Adam Lindström, een inwoner van Porvoo. Sinds 1988 is aan de pijler van de koorruimte een Mariabeeld uit het midden van de 15e eeuw aangebracht. Het is afkomstig uit Centraal-Europa en geschonken door Lennart Trey.
Het orgel kent 44 registers en werd in 1978 door Veikko Virtanen Urkurakentamo gebouwd. De orgelkas dateert uit het jaar 1799.
Uit de 20e eeuw stamt de eenvoudige doopvont, die in 1984 volgens een ontwerp van de architect Aarne Launos werd gemaakt.
Het oorspronkelijke votiefschip Fredericus bevindt zich tegenwoordig in het Nationaal Museum van Finland in Helsinki. Op de plaats van de Fredericus hangt sinds 1990 een scheepsmodel van Karl Immonen.

## Afbeeldingen

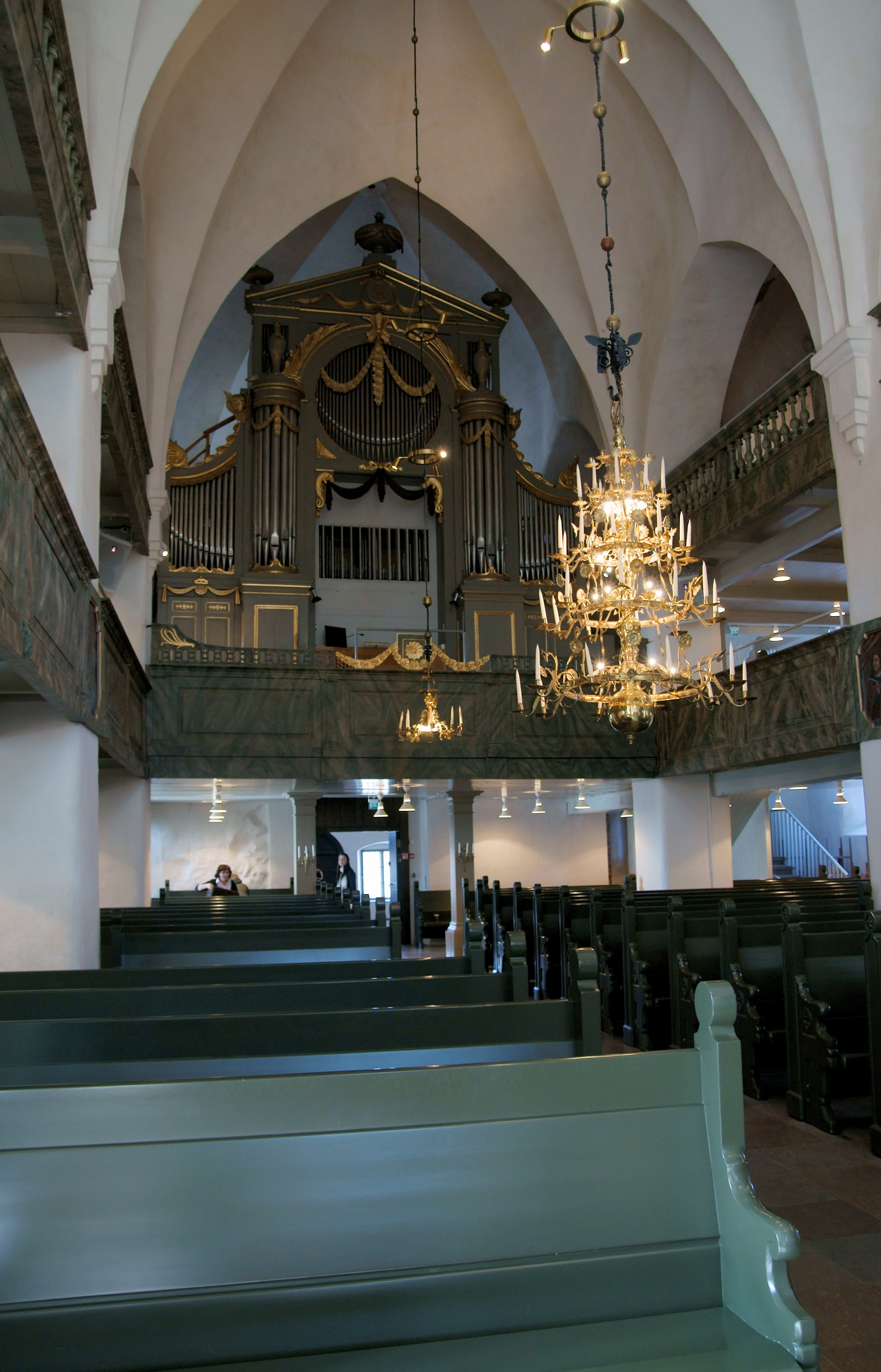
Orgel
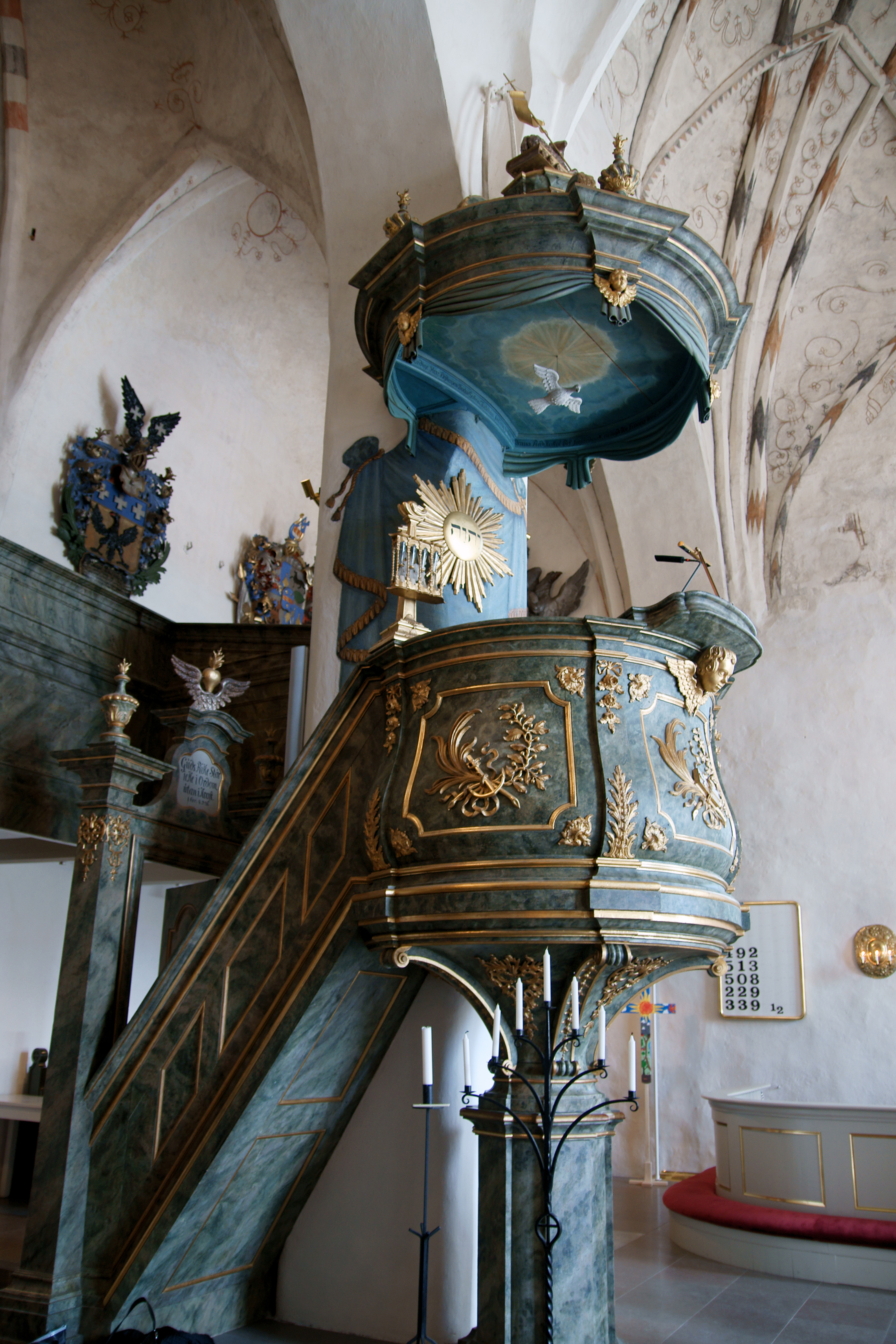
Kansel
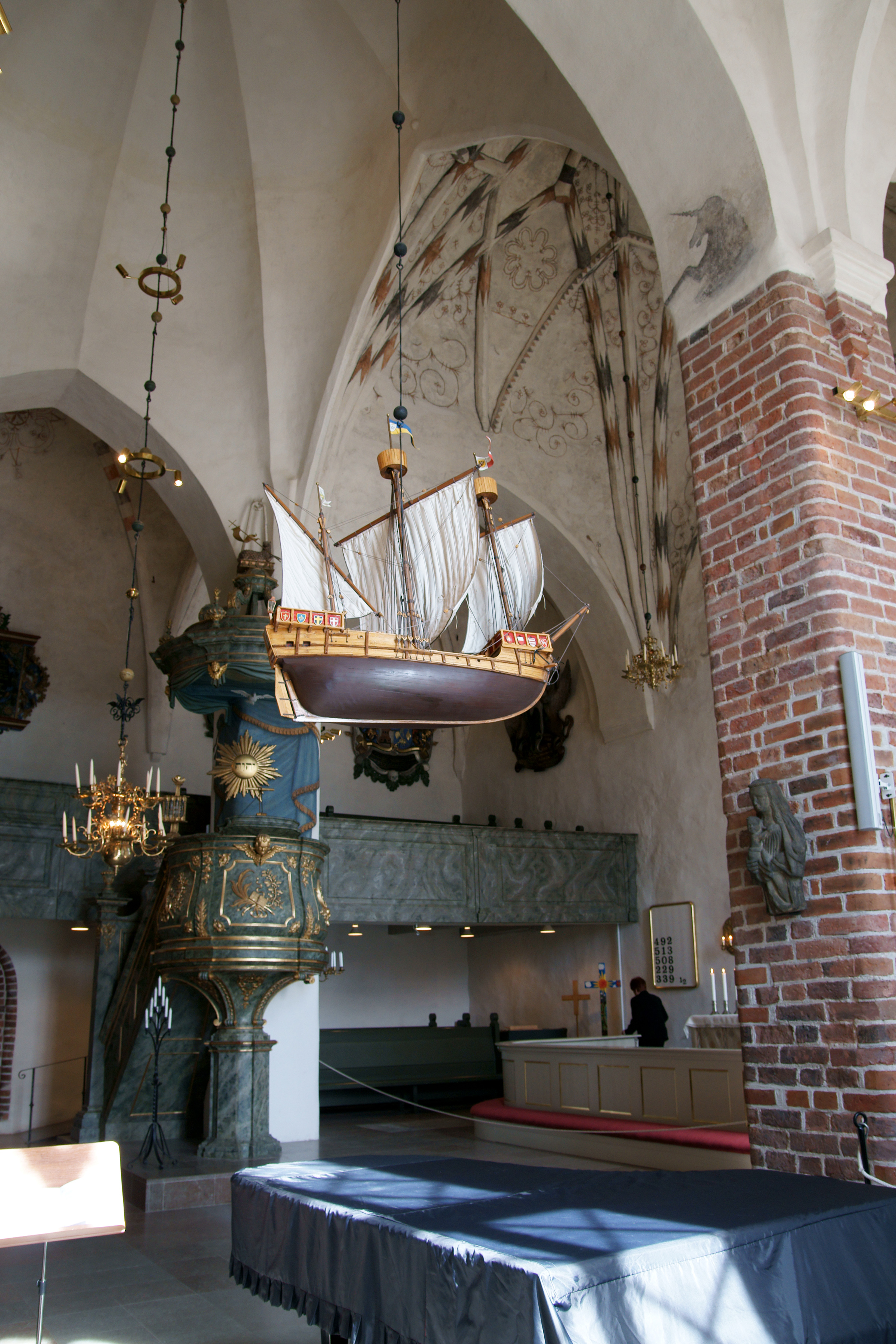
Votiefschip
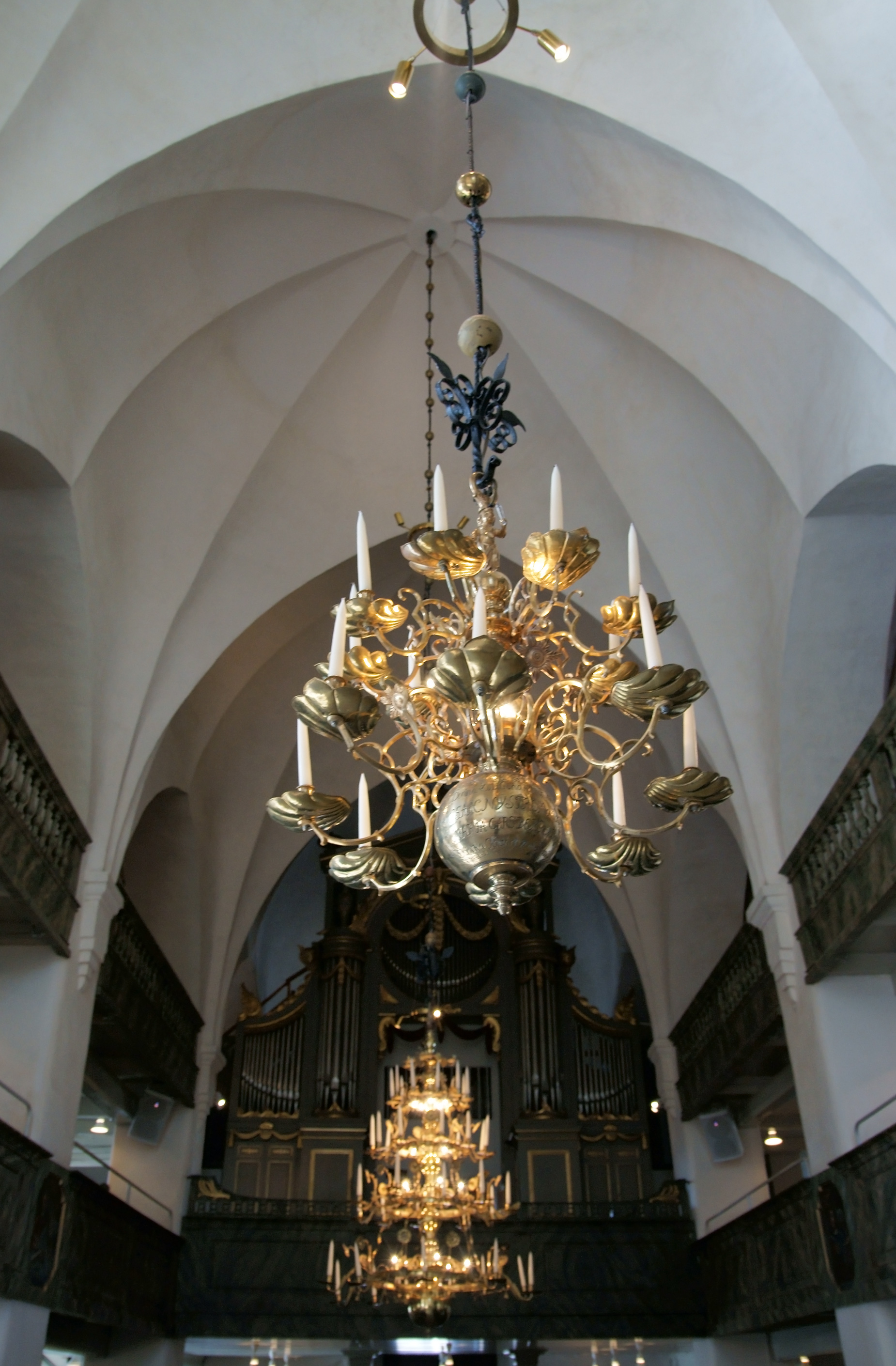
Kroonluchters